# Buirer Lei südlich Buir
Koordinaten: 50° 28′ 53″ N, 6° 43′ 31″ O
Das Naturschutzgebiet Buirer Lei südlich Buir liegt auf dem Gebiet der Gemeinde Nettersheim im Kreis Euskirchen in Nordrhein-Westfalen.
Das Gebiet erstreckt sich südöstlich des Kernortes Nettersheim zwischen Buir im Norden und Tondorf im Südwesten – beide Ortsteile der Gemeinde Nettersheim. Westlich des Gebietes verläuft die B 51 und südlich die Kreisstraße K 79. Am südöstlichen Rand verläuft die Landesgrenze zu Rheinland-Pfalz, nordöstlich erstreckt sich das 58,4 ha große Naturschutzgebiet Erft- und Sülchesbachtal mit Seitentälern.

## Bedeutung
Das etwa 69,5 ha große Gebiet wurde im Jahr 2003 unter der Schlüsselnummer EU-109 unter Naturschutz gestellt. Schutzziele sind 
- Schutz, Erhaltung und Entwicklung artenreicher Kalk-Buchenwälder, wärmeliebender Gebüsche und artenreicher Glatthaferwiesen als Lebensraum für wärmeliebende Arten der mitteleuropäischen Falllaubwälder und magerer Grünlandstandorte.[1]